# La vedova scaltra (Wolf-Ferrari)
La vedova scaltra è una commedia lirica in tre atti di Ermanno Wolf-Ferrari su libretto di Mario Ghisalberti, rappresentata per la prima volta al Teatro dell'Opera di Roma il 5 marzo 1931, sotto la direzione di Gino Marinuzzi e la regia di Marcello Govoni, tratta dalla commedia omonima di Carlo Goldoni.

## Trama
Il libretto fu ricavato da Mario Ghisalberti (1902-1980) attraverso la riduzione ritmica della commedia La vedova scaltra di Carlo Goldoni. Rosaura, una giovane e ricca vedova veneziana, vorrebbe risposarsi. Le fanno la corte quattro pretendendi di quattro diverse nazionalità: milord Runebif (inglese, baritono), monsieur Le Bleau (francese, tenore), Don Alvaro (spagnolo, baritono), e il Conte di Bosconero (italiano, tenore). L'inglese le regala un diamante, il francese un ritratto, lo spagnolo l'albero genealogico della sua famiglia, mentre l'italiano le invia una lettera d'amore con accenni di gelosia. Rosaura è indecisa: trova l'inglese generoso, il francese galante, lo spagnolo rispettabile, l'italiano appassionato. Decide pertanto di sposare chi dimostrerà maggiore costanza; li mette pertanto alla prova presentandosi a ciascuno di loro mascherata nelle vesti di una connazionale. L'unico che le rimarrà fedele, respingendo per suo amore gli approcci della sconosciuta, sarà il conte di Bosconero, ed è con cui che Rosaura convolerà a nozze.
Rispetto alla commedia goldoniana, dal libretto di Ghisalberti spariscono numerosi personaggi secondari (per es., Eleonora, giovane sorella di Rosaura, corteggiata dall'anziano Pantalone de' Bisognosi, a sua volta ex cognato di Rosaura); soprattutto a fine scena, il librettista aggiunge versi in forma strofica utilizzati dal musicista per altrettante arie di uscita dalla scena. Nell'opera di Wolf-Ferrari, inoltre, l'azione si svolge sui due livelli: nel palcoscenico principale e in un teatrino (nel primo si svolgono le vicende che coinvolgono la protagonista Rosaura). Il finale dell'opera risente del clima politico italiano degli anni trenta: tutti inneggiano al vincitore della competizione a causa della nazionalità («el xe compatriota»).

## Ruoli (prima esecuzione del 5 marzo 1931)
| Ruolo                                | Voce     | Primo interprete 5 marzo 1931 (Direttore: Gino Marinuzzi) |
| ------------------------------------ | -------- | --------------------------------------------------------- |
| Rosaura, la vedova                   | soprano  | Adelaide Saraceni                                         |
| Monsieur Le Bleau, il francese       | tenore   | Alessio De Paolis                                         |
| Conte di Bosconero, l'italiano       | tenore   | Alessandro Ziliani                                        |
| Milord Rubenif, l'inglese            | baritono | Giulio Cirino                                             |
| Don Alvaro di Castiglia, lo spagnolo | baritono | Giacomo Vaghi                                             |
| Marionette                           | soprano  | Rina De Ferrari                                           |
| Folletto                             | tenore   | Adelio Zagonara                                           |
| Arlecchino                           | baritono | Emilio Ghirardini                                         |
| Birif                                | basso    | Mario Bianchi                                             |
| Maggiordomo                          | basso    | Pierantonio Prodi                                         |

## Registrazioni
- 1955 - Alda Noni (Rosaura), Antonio Cassinelli (Rubenif ), Amilcare Blaffard (Le Bleau ), Carlo Badioli (Don Alvaro), Agostino Lazzari (Conte di Bosconero), Dora Gatta (Marionette), Renato Capecchi (Arlecchino) - Nino Sanzogno (direttore) - Orchestra Coro di Milano della RAI - Registrazione dal vivo - LP: Golden Age of Opera; Morgan Recording Federation[1]
- 2004 - Anne-Lise Sollied (Rosaura), Frank Leguérinel (Rubenif ), Giorgio Trucco (Le Bleau ), Jonathan Veira (Don Alvaro), Francesco Piccoli (Conte di Bosconero), Henriette Bonde-Hansen (Marionette), Evgueniy Alexiev (Arlecchino) - Enrique Mazzola (direttore) - Orchestre National de Montpellier e Coro dell'Opera di Montpellier - Accord [2]
- 2007 - Anne-Lise Sollied (Rosaura), Maurizio Muraro (Rubenif ), Emanuele D'Arguanno (Le Bleau ), Riccardo Zanellato (Don Alvaro), Mark Milhofer (Conte di Bosconero), Elena Rossi (Marionette), Alex Esposito (Arlecchino), Claudio Zacopè (Birif), Luca Favaron (Folletto), Antonio Casagrande (servo) - Karl Martin (direttore) - Orchestra e Coro del Teatro La Fenice di Venezia - Registrazione: 1º settembre 2008 - Naxos (CD e DVD)[3]